# 데이비드 네빌
데이비드 네빌(David Neville, 1984년 6월 1일 ~ )은 미국의 육상 선수로 주 종목은 400m 달리기이다. 그는 인디애나주 메릴빌(Merrillville) 출생으로 메릴빌 고등학교와 인디애나 대학교를 나왔다. 유진에서 열린 올림픽 대표 선발전에서 44초 61의 개인 최고기록을 세우며 3위를 차지해 많은 이들의 예상을 뒤엎고 올림픽 진출권을 획득했다. 이후 베이징에서 벌어진 2008년 하계 올림픽 400m 결승전 때, 넘어지면서 결승선을 통과해 바하마의 크리스 브라운보다 0.04초 앞선 44초 80의 기록으로 동메달을 획득했다. 며칠 후 벌어진 4x400m 계주 결승전에선 3번째 주자로 뛰어 팀이 금메달을 따는 데 기여했다.

## 성적

### 입상 경력
| 날짜            | 종목        | 대회                           | 장소       | 순위 | 기록    | 기타           |
| --------------- | ----------- | ------------------------------ | ---------- | ---- | ------- | -------------- |
| 2008년 7월 3일  | 400m        | 2008년 하계 올림픽 대표 선발전 | 유진       | 3위  | 44.61   | 개인 최고 기록 |
| 2008년 8월 21일 | 400m        | 2008년 하계 올림픽             | 베이징     | 3위  | 44.80   |                |
| 2008년 8월 23일 | 4x400m 계주 | 2008년 하계 올림픽             | 베이징     | 1위  | 2:55.39 | 올림픽 기록    |
| 2009년 9월 12일 | 400m        | 2009년 세계 육상 파이널        | 테살로니키 | 3위  | 45.60   |                |

### 실외 개인 최고 기록
| 종목 | 날짜       | 장소           | 기록    |
| ---- | ---------- | -------------- | ------- |
| 200m | 2004/05/16 | West Lafayette | 20.39   |
| 300m | 2009/06/07 | 유진           | 32초 49 |
| 400m | 2008/07/03 | 유진           | 44초 61 |

### 실내 개인 최고 기록
| 종목 | 날짜       | 장소     | 기록    |
| ---- | ---------- | -------- | ------- |
| 60m  | 2006/01/14 | 블루밍턴 | 6초 92  |
| 200m | 2006/03/10 | 페이엇빌 | 20초 81 |
| 400m | 2006/03/10 | 페이엇빌 | 45초 58 |